# Мамчич Степан Гаврилович
Степа́н Гаври́лович Ма́мчич (нар. 14 серпня 1924, Новопокровка — пом. 3 квітня 1974, Сімферополь) — український кримський живописець, мариніст, представник кімерійської школи живопису.

## Біографія
Степан Мамчич народився в селі Новопокровка, у північно-східній частині Криму. Наприкінці 1920-х років родина переїжджає до Феодосії, де Степан починає відвідувати заняття у художній студії галереї ім. Айвазовського. З 1945 року Степан Мамчич працює в артілі «Кримський художник», виконуючи на замовлення копії робіт І. К. Айвазовського.
У 1949 році був зарахований на 4 курс художнього училища ім. Самокиша, яке закінчив у 1951 році. Того ж року вирушає працювати вчителем на Північний Кавказ. 1952 року повертається до Феодосії, де починає викладати у відкритій М. С. Барсамовим художній школі.
1954 року переїджає до Сімферополя, де продовжує співпрацювати з артіллю «Кримський художник» та, пізніше, Художнім фондом Спілки художників. У 1962 році за рекомендацією Т. Н. Яблонської Мамчича було прийнято до Спілки художників УРСР.
Роботи Степана Мамчича зберігаються у зібраннях Алупкінського музею-заповідника, Дніпропетровського художнього музею, Донецького художнього музею, Луганського художнього музею, Маріупольського краєзнавчого музею, Національної картинної галереї імені І. К. Айвазовського, Національного художнього музею України, Севастопольського художнього музею, Сімферопольського художнього музею.

## Творчість
Ранні роботи Степана Мамчича демонструють значний вплив творчості М. С. Барсамова («Вид Феодосії» (1948); «Феодосія» (1948)). Поступово реалізм цього періоду трансформується у романтичний реалізм живопису другої половини 1950-х років («Азов'є. Гуси на березі» (1960)).
Вплив імпресіонізму та постімпресіонізму відчувається у роботах 1960-х років («У Генічеську» (1961); «Яхт-клуб» (1961); «Рибальська гавань» (1964); «Південна бухта» (1964)).
У роботах другої половини 1960-х — початку 1970-х років посилюються мотиви символізму, деякі дослідники відзначають також певні риси фовізму в художній образності холстів пізнього періоду («Рибалки» (1967); «Старе поселення» (1968); «Дахи старого міста» (1969); «Тремонтан — північний вітер» (1969); «Подих історії» (1973); «Доля. Омела на тополях»(1973)).
У 1960-х роках Степан Мамчич виробив власну авторську манеру живопису.

## Галерея

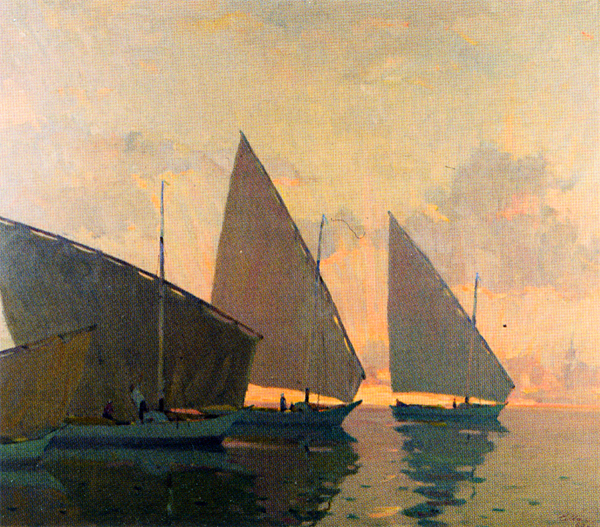
«У Генічеську» (1961) НКГ ім. Айвазовського Феодосія
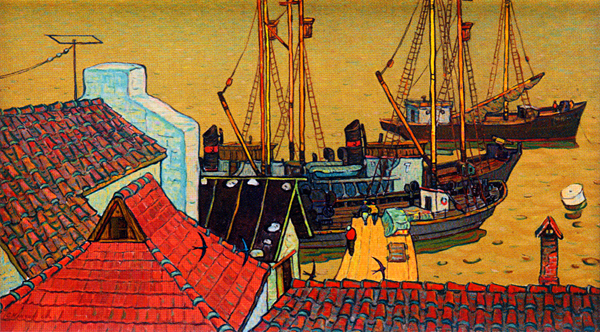
«Стрижі та дахи» (1965) СХМ Сімферополь
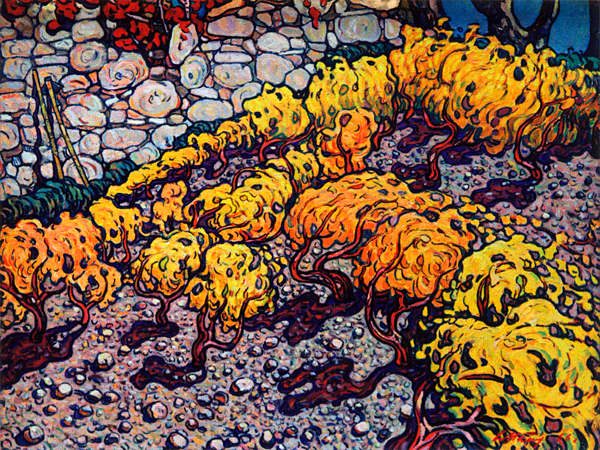
«Старий виноградник» (1966) СХМ Сімферополь
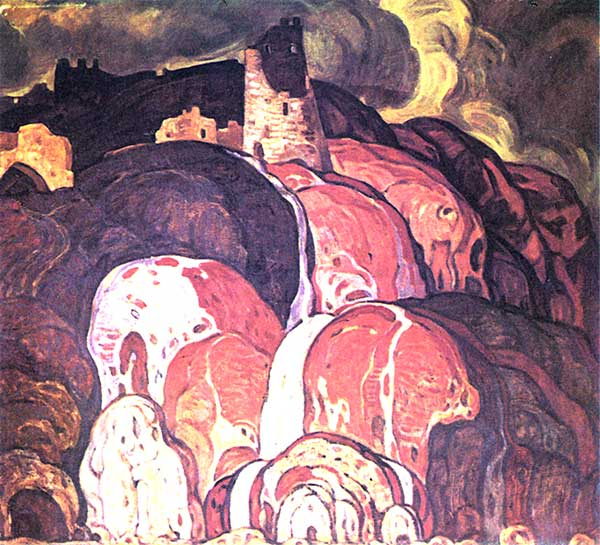
«Подих історії» (1973) СХМ ім. Крошицького Севастополь